# Cherokee County, Kansas
Cherokee County är ett administrativt område i delstaten Kansas, USA, med 21 603 invånare. Den administrativa huvudorten (county seat) är Columbus.
Småstaden Treece övergavs av invånarna och miste sin status som stad år 2012 efter att den 1917 grundade gruvorten bedömdes vara en av de mest förorenade i hela USA.

## Geografi
Enligt United States Census Bureau har countyt en total area på 1 531 km². 1 521 km² av den arean är land och 10 km² är vatten.

### Angränsande countyn
- Crawford County - nord
- Jasper County, Missouri - öst
- Newton County, Missouri - sydost
- Ottawa County, Oklahoma - syd
- Craig County, Oklahoma - sydväst
- Labette County - väst